# Gaspard Delachaux
Pour les articles homonymes, voir Delachaux.
Gaspard Delachaux, né à Lausanne le 24 décembre 1947, est un sculpteur et réalisateur suisse de courts métrages animés.

## Biographie
Après une maturité en latin et anglais en 1965, il passe brièvement par la faculté des lettres de l'Université de Lausanne avant d'étudier la sculpture et la gravure à l'École des Beaux-arts de Lausanne entre 1966 et 1970. Il participe à plusieurs expositions collectives en Suisse et à l'étranger avant d'organiser des expositions personnelles dès 1975. Il enseigne la sculpture à l'ECAL depuis 1987. Il y est de plus maître responsable du département d’arts visuels de 1992 à 1999. En 2001, il séjourne deux mois en Égypte, à Assouan, pour y réaliser une œuvre monumentale.
Gaspard Delachaux vit et travaille à Valeyres-sous-Ursins, dans le canton de Vaud. Marié à la peintre Dode Lambert, il est le père de deux enfants.

## Œuvres

### Sculpture
Delachaux travaille principalement la pierre, notamment le granite noir de Belgique, mais également le marbre rose du Portugal, les calcaires de Bourgogne et le travertin rouge d'Iran. La taille de ses œuvres est très variable, le poids des pierres utilisées pouvant varier entre 400 g et 30 t. Grâce à un logiciel informatique, il réalise des dessins aninés qu'il projette sur ses sculptures. En 2002, il débute en outre la réalisation de courts-métrages destinés à la projection en salle et à la télévision.
On retrouve des œuvres de Gaspard Delachaux dans des collections suisses, françaises, allemandes et américaines ainsi que dans de nombreux lieux publics. Il est en outre le concepteur, en 1992, des 8 mascarons et du coq-girouette décorant la tour-lanterne de la cathédrale de Lausanne, remplaçant les mascarons endommagés et la girouette d'Eugène Viollet-le-Duc,.

### Courts-métrages
- 2002 : Auto mobile ;
- 2008 : Doggydays[6],[7].

### Autres
- 1999 : Création de pièces de monnaie commémoratives de CHF 5.- et 100.- pour la  de la Fête des vignerons de Vevey de 1999.

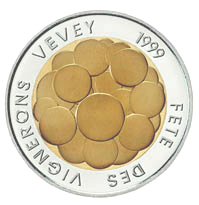
Avers de la pièce de CHF 5.-
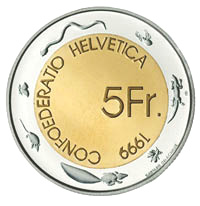
Revers de la pièce de CHF 5.-
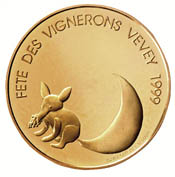
Avers de la pièce de CHF 100.-
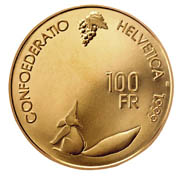
Revers de la pièce de CHF 100.-

## Expositions

### Expositions permanentes
Des œuvres de Delachaux se trouvent en permanence à la Galerie Alice Pauli de Lausanne et à la Galerie Carzaniga & Ueker de Bâle. En 2011 a été créé le Jardin Mangelune dans le parc du château de Valangin (canton de Neuchâtel). Le jardin regroupe pour quelques années une trentaine de sculptures de Delachaux. La collection sera régulièrement changée et augmentée,,.

### Expositions collectives

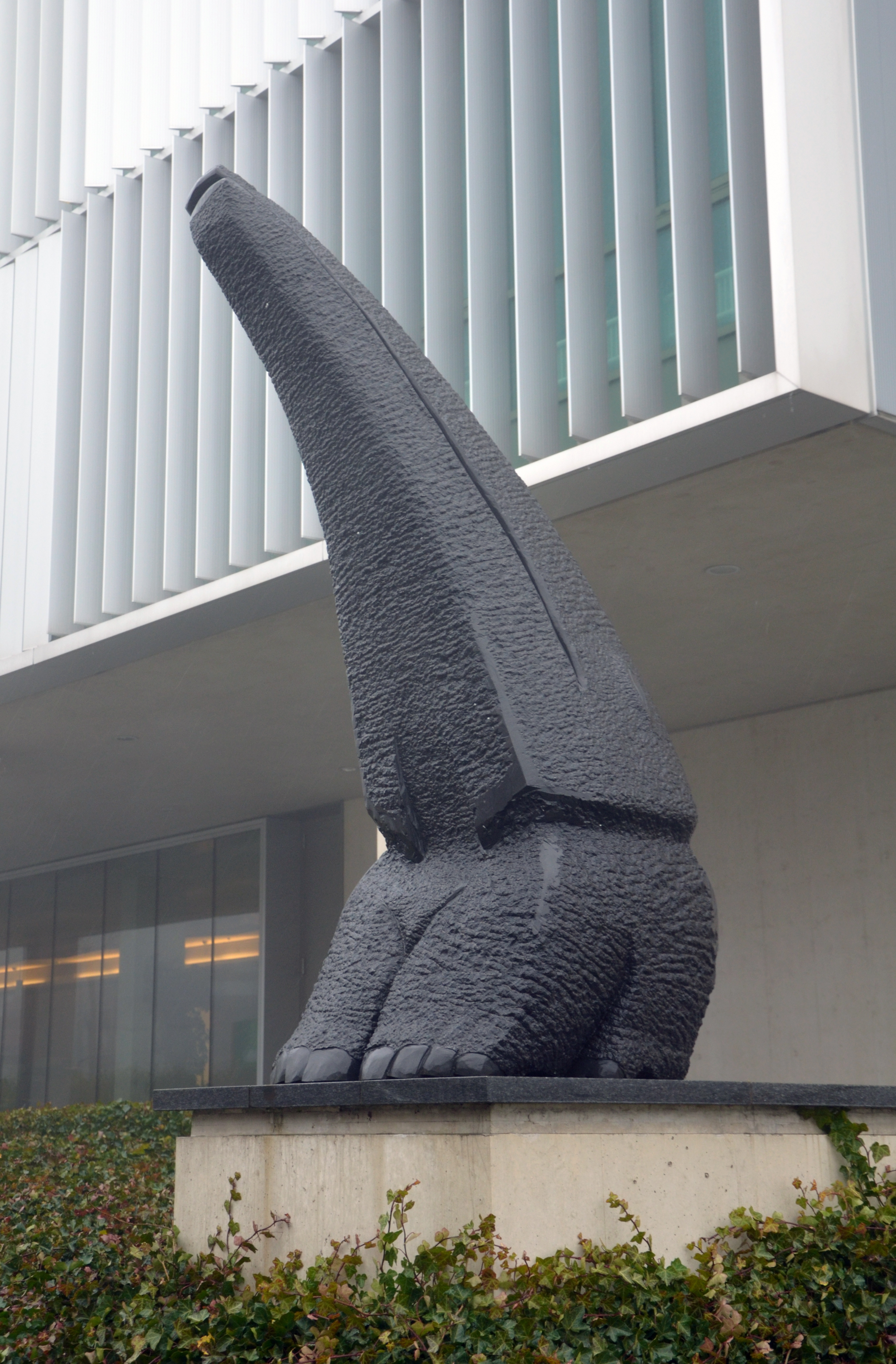
Chien de Lune, devant un bâtiment administratif de Lausanne.
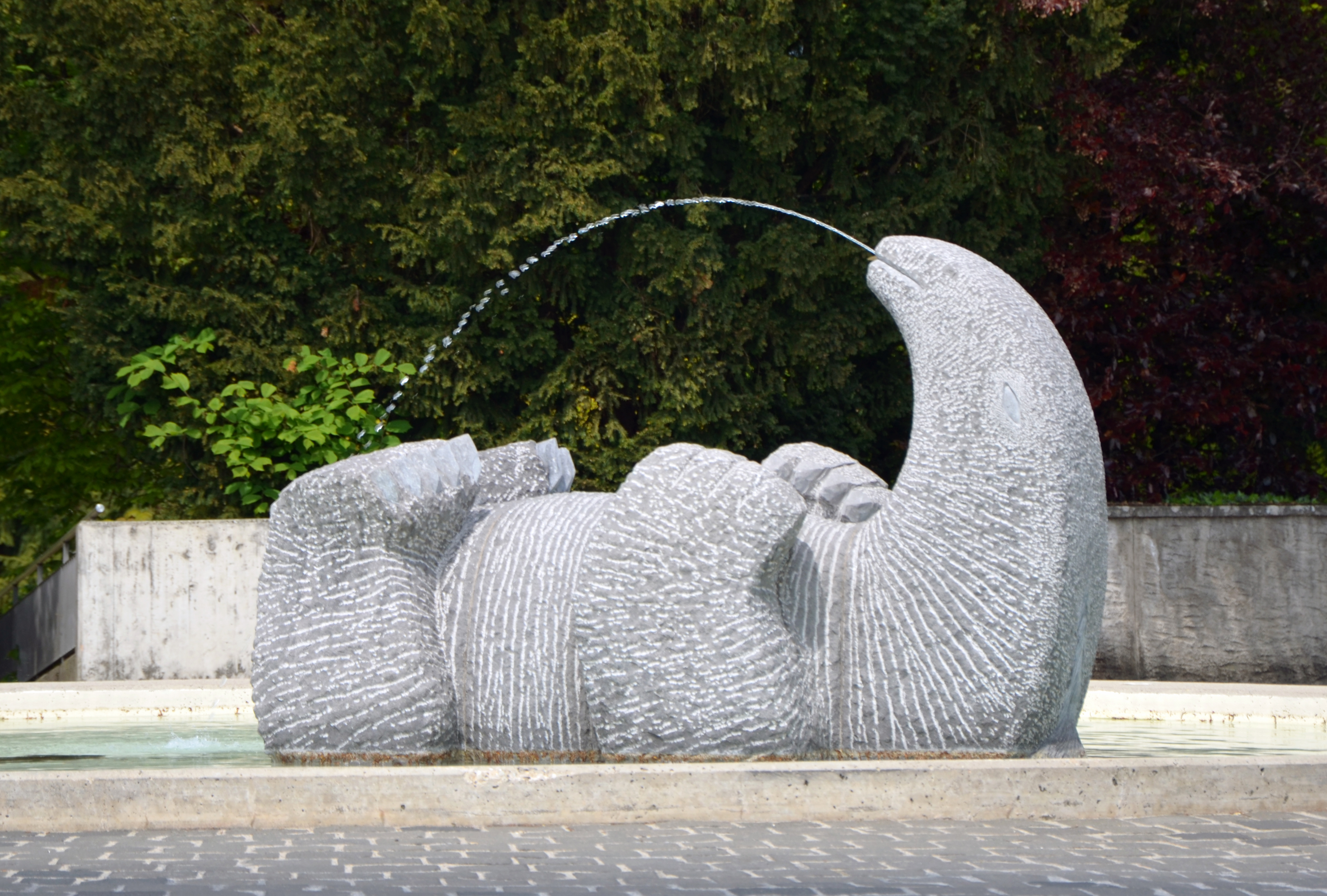
Le Grand Baigneur (2002), situé au centre d'un giratoire de l'avenue des Bains, à Yverdon-les-Bains.
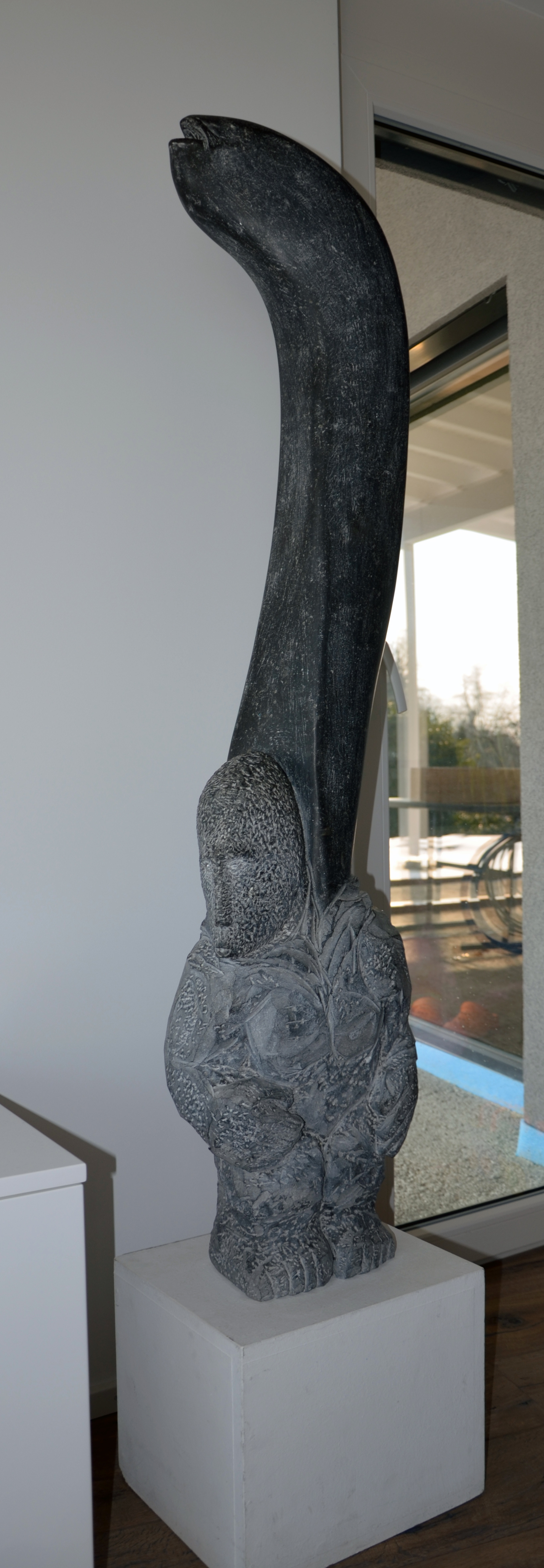
Avec son totem derrière la tête, pierre de Soignies, 1998 (collection privée).
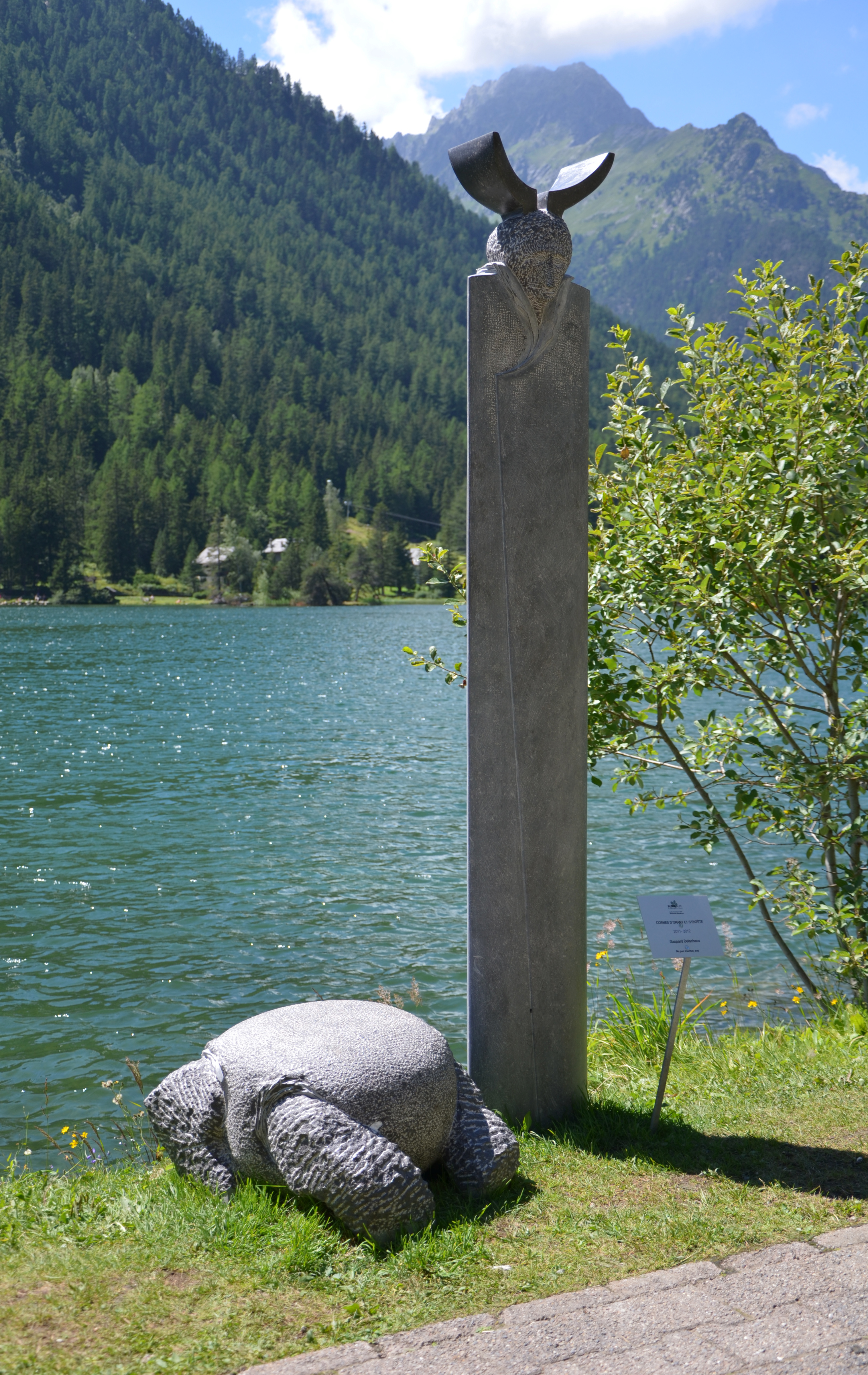
S'entête et Cornes d'Orant, au bord du lac de Champex (Valais) lors de l'exposition en plein air 10 ans de sculpture, en été 2013. Les deux sculptures, entreposées au centre de tri de Merdenson après l'exposition, furent détruites dans un incendie[13].

## Prix
- 1991 : Prix Charles Oulmont, Fondation de France[1] ;
- 2005 : Prix Fondation Leenaards[14].